# 昆士兰虎
昆士兰虎（Queensland Tiger）是一种被报导在澳洲东部地区生存的神秘生物。在当地土语中，昆士兰虎被称为yarri。它被形容为犬一般大小的猫科动物，身上有条纹，长尾，口中有突出的獠牙，充满了野性。
一些猜测认为，它是袋狮的幸存者或后裔，也可能是野猫的变体（可能与袋狮的牙列不符）。1926年，澳大利亚动物学家勒苏韦夫 （Albert Sherbourne Le Souef）在著作《澳大利亚的野生动物》（The Wild Animals of Australasia （页面存档备份，存于））中将它描述为一只“长着条纹的有袋大猫” （Striped marsupial cat）, 这条信息不久也被收入埃利斯·特劳顿（Ellis Le Geyt Troughton，澳大利亚博物馆动物馆长期馆长）的《澳大利亚的有皮毛动物》（Furred Mammals of Australia）。据说，这种神秘动物是最接近官方认可的一种神秘生物。

## 历史
- 1871年，出现了第一例昆士兰虎的目击报告。
- 1940年—1950年昆士兰州（Queensland）曾出现过一系列有关昆士兰虎的目击，人们试图捕捉这只神秘的野兽，但没有成功。

## 解释
最早开始的是袋狮说。美国两位著名的神秘生物学家杰姆罗·克拉克与罗兰·科尔曼一致认为，从目击者的描述中提到的，它有像猫一样的头部，能灵活地爬树等特征反映出昆士兰虎很可能就是袋狮或袋狮的近亲，并非袋狼。
袋狼说是后来才提出的。因为袋狮所处的时代是上新世末期至更新世末期，如果昆士兰虎即袋狮，那么从时间的角度上说不过去，然而最后一只人工饲养的袋狼是在1936年才死去，所以假如昆士兰虎是袋狼的话，就不靠谱了。
澳大利亚的神秘生物学家彼得·查普尔认为，所谓的昆士兰虎根本就不存在，其实它就是被误认的袋狼，袋狼并未消失，依然有少量的孑遗幸存下来。
至今只有昆士兰虎的少量模糊照片和脚印，尚未出现强有力的证据来证明昆士兰虎的存在。

### 引用
1. ↑  Heuvelmans, Bernard. . London & New York : Kegan Paul International. 1995 (originally 1958). ISBN 0-7103-0498-6.

### 书籍
- Shuker, Karl. Mystery Cats of the World. London: Robert Hale, 1989. ISBN 0-7090-3706-6
- Shuker, Karl. In Search of Prehistoric Survivors. London: Blandford, 1995. ISBN 0-7137-2469-2